# 城崎文芸館

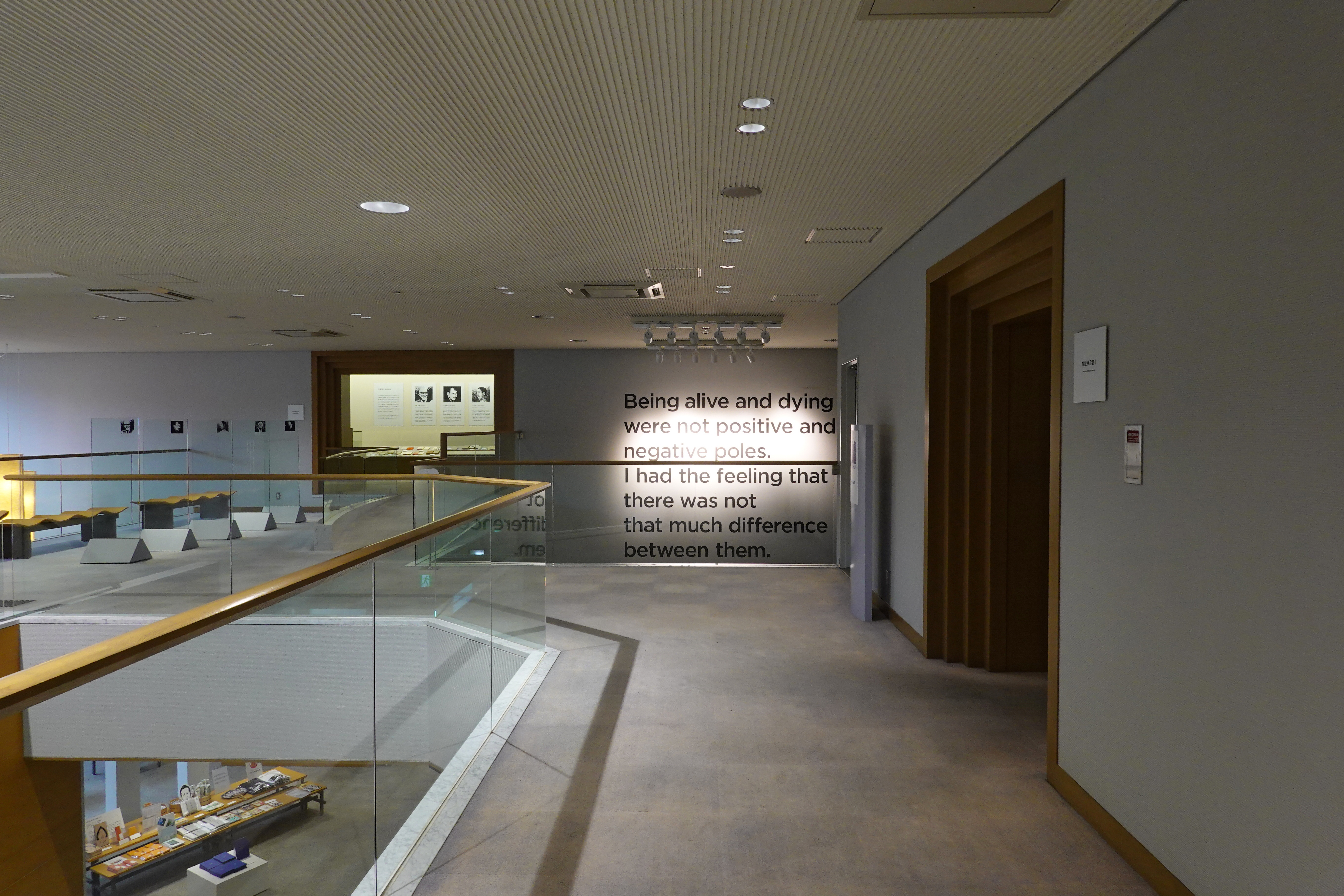
2Fホール

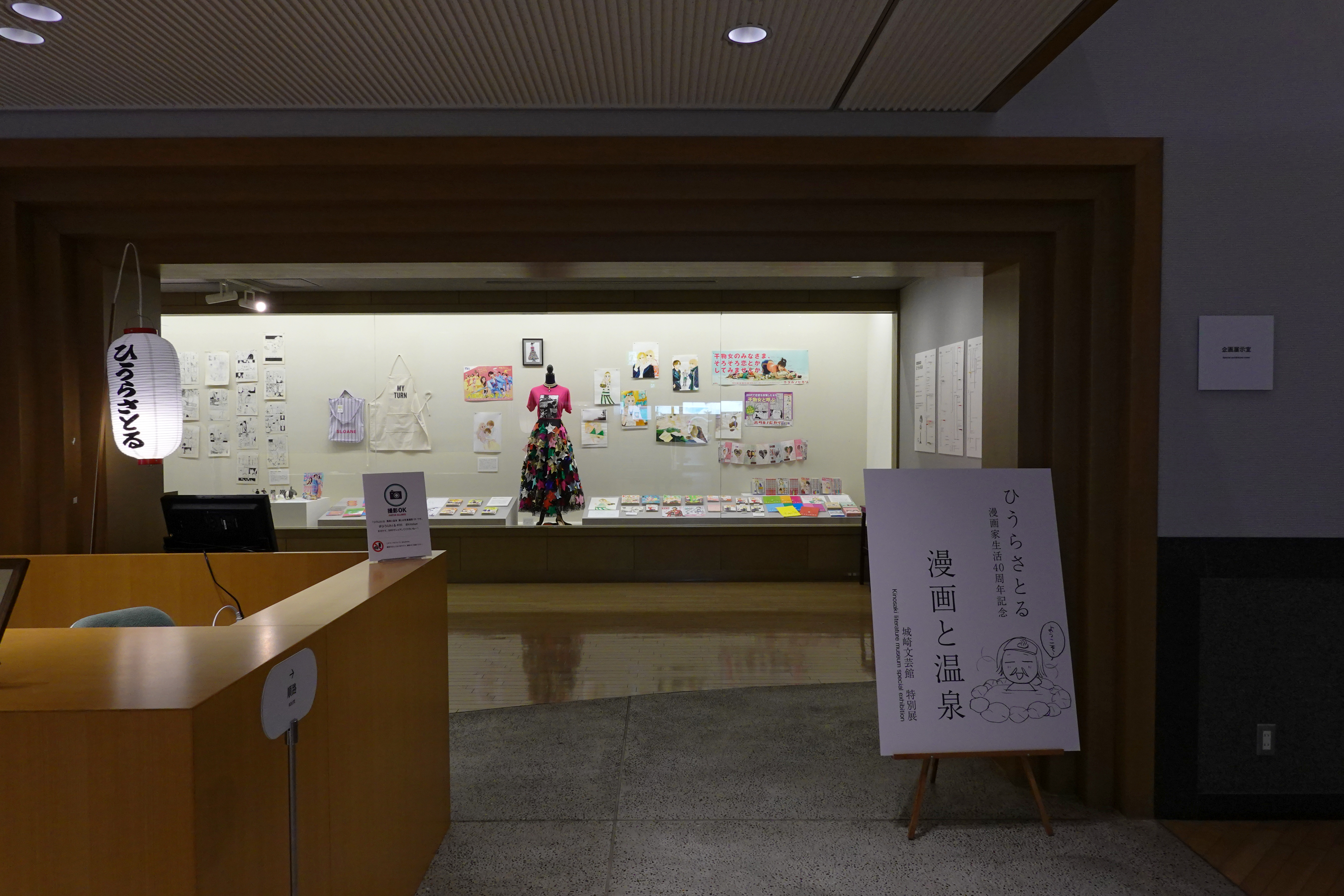
1F企画展示室入口

城崎文芸館（きのさきぶんげいかん）は、兵庫県豊岡市城崎町湯島357番地の1にある文学館。正式名称は豊岡市立城崎文芸館（とよおかしりつきのさきぶんげいかん）。1977年（昭和52年）11月に開館した。

## 特色
城崎温泉に所縁のある作家、文豪、文人墨客の作品を展示・紹介する資料館。城崎温泉滞在中の出来事を回想した小説「城の崎にて」を書いた志賀直哉をはじめ、白樺派、与謝野鉄幹、与謝野晶子、島崎藤村、白鳥省吾、司馬遼太郎などの作品を展示している。

## 歴史
1977年（昭和52年）11月8日、城崎郡城崎町に城崎町文芸館として開館した。かねてから城崎温泉を訪れた文人は多く、その直筆資料が遺されていたにもかかわらず、1925年（大正14年）の北但馬地震の際の大火災で大部分が焼失しており、城崎町では焼失を免れた文化財の保護と温泉の歴史の紹介を目的として文芸館を設置した。当初の施設は、江戸時代からあった土蔵を借りて改装したものであった。2005年（平成17年）4月1日には城崎町が豊岡市などと合併し、新たに豊岡市が発足したため、豊岡市立城崎文芸館に改称した。
2016年（平成28年）10月、現施設がオープンしてから20年になるのを機に大幅に展示内容をリニューアルし、これまで展示していた作品に加えて新たに企画展を行うようになった。企画展は現代の作家も紹介し、半年に一度テーマが変更される。第1回企画展は「万城目学と城崎温泉」を、第2回企画展は、湊かなえと城崎の関わり、その素顔の紹介などを内容として開催した。

## 施設
現施設は1996年（平成8年）に建築されたものである。
- 1階（無料スペース）
  - 展示室「城崎温泉の記憶」
  - SHOP&SALON KINOBUN
  - インフォメーション
  - 手足湯（屋外）
- 1階（有料スペース）
  - 企画展示室（半年毎に内容が変更）
- 2階（有料スペース）
  - 常設展示室1「志賀直哉と城崎温泉、そして白樺派」
  - 常設展示室2「城崎温泉と文人墨客」

## 利用情報
- 開館時間：午前9時 - 午後5時
- 休館日：毎月最終水曜日（祝日の場合は翌日）
- 入館料：大人500円、中高生300円

## 交通アクセス
- JR西日本山陰本線 城崎温泉駅 徒歩5分